# Mocydiopsis attenuata
Mocydiopsis attenuata är en insektsart som först beskrevs av Ernst Friedrich Germar 1821.  Mocydiopsis attenuata ingår i släktet Mocydiopsis och familjen dvärgstritar. Arten är reproducerande i Sverige. Utöver nominatformen finns också underarten M. a. ambigua.